# Stenløse
Stenløse est une municipalité du département de Frederiksborg, au nord est de l'île de Sjælland au Danemark.